# Pontiac 6000
Der Pontiac 6000 war ein von der amerikanischen Automarke Pontiac von Herbst 1981 bis Sommer 1990 gebautes Modell der Mittelklasse.
Der 6000 basierte auf der A-Plattform von General Motors und war eng verwandt mit dem Oldsmobile Cutlass Ciera, dem Chevrolet Celebrity und dem Buick Century.
Die Modelle der A-Plattform mit Frontantrieb lösten die für das Modelljahr 1978 eingeführten, erstmals verkleinerten Mittelklassemodelle auf der A-Plattform mit Hinterradantrieb ab (Chevrolet Malibu, Buick Century, Pontiac Le Mans und Oldsmobile Cutlass). Deren Coupé-Varianten wurden allerdings noch einige Jahre weitergeführt, ebenso die Kombi-Versionen (bis zum Erscheinen der frontgetriebenen Nachfolger).
Gegenüber der älteren A-Plattform waren die Modelle der neuen Generation erneut kleiner, leichter und sparsamer.

## Modellgeschichte
Zum Modelljahr 1982 debütierte der Pontiac 6000 als Coupé und Limousine mit serienmäßigem 2,5-Liter-Vierzylinder-Reihenmotor oder 2,8-Liter-V6-Motor, jeweils mit Dreigangautomatik, in Basis- und LE-Version mit gehobener Ausstattung.
1983 kam als Spitzenmodell der 6000 STE ins Programm, der als Sportlimousine mit 137 PS starkem 2,8-Liter-Sechszylinder gegen entsprechende Autos aus Europa positioniert war. Am anderen Ende des Spektrums wurde der 4,3 Liter-V6-Diesel mit 86 PS lieferbar.
Ab 1984 gab es den 6000 auch als fünftürigen Kombi.
1986 wurde zusätzlich zum Basismodell und zum LE eine darüber angeordnete SE-Version lieferbar. Der Diesel entfiel.
Zum Modelljahr 1987 wurde der Kombi in Safari umbenannt, eine auf die 1960er Jahre zurückgehende Pontiac-Traditionsbezeichnung.
Zum Modelljahr 1988 entfielen alle zweitürige Varianten des 6000.
1990 wurde der vormalige STE in S/E umbenannt.
Im Sommer 1990 wurde der 6000 komplett eingestellt. In rund neun Jahren liefen insgesamt 950.000 Exemplare vom Band.

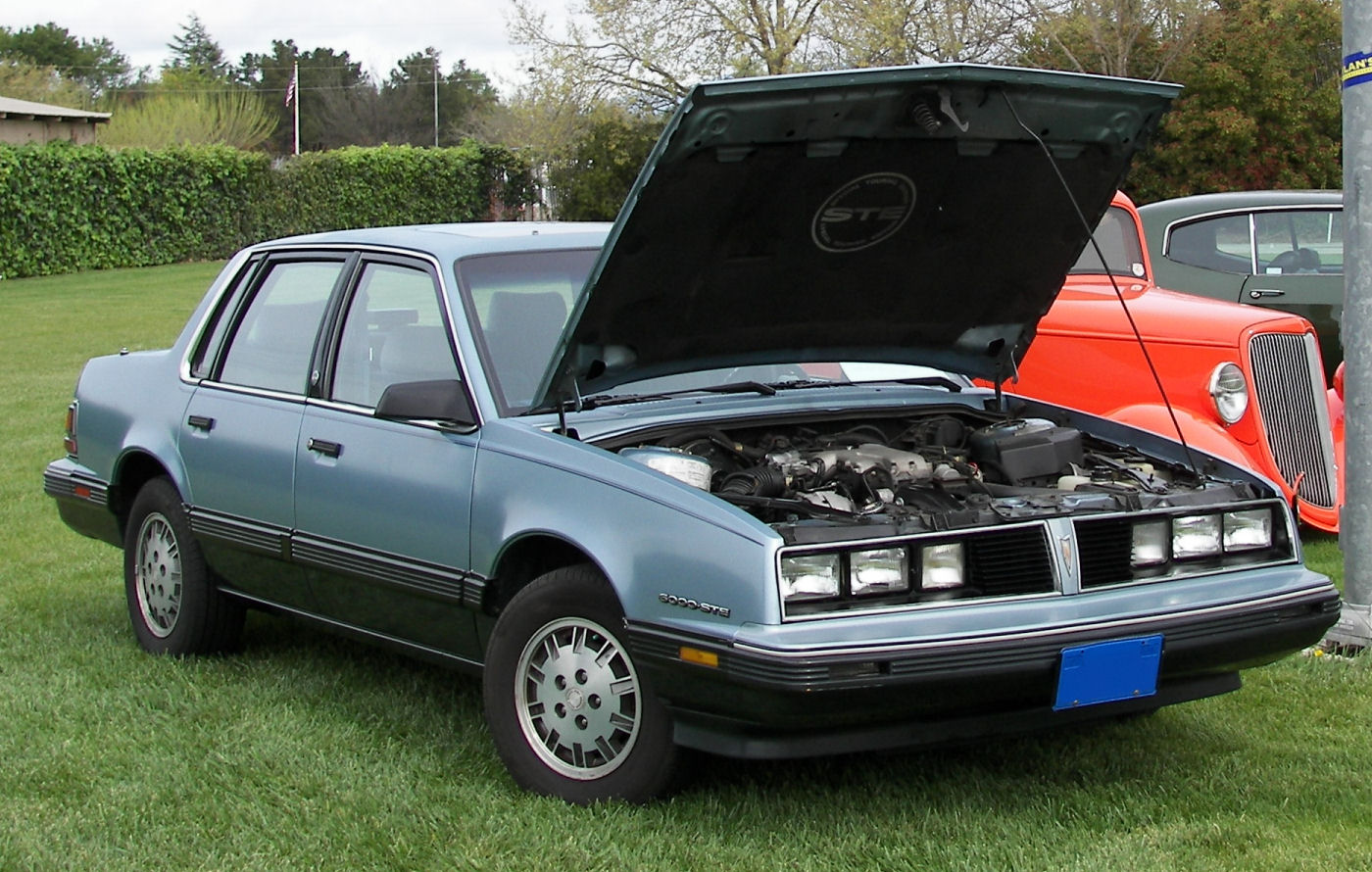
Pontiac 6000 STE Sedan (1985)
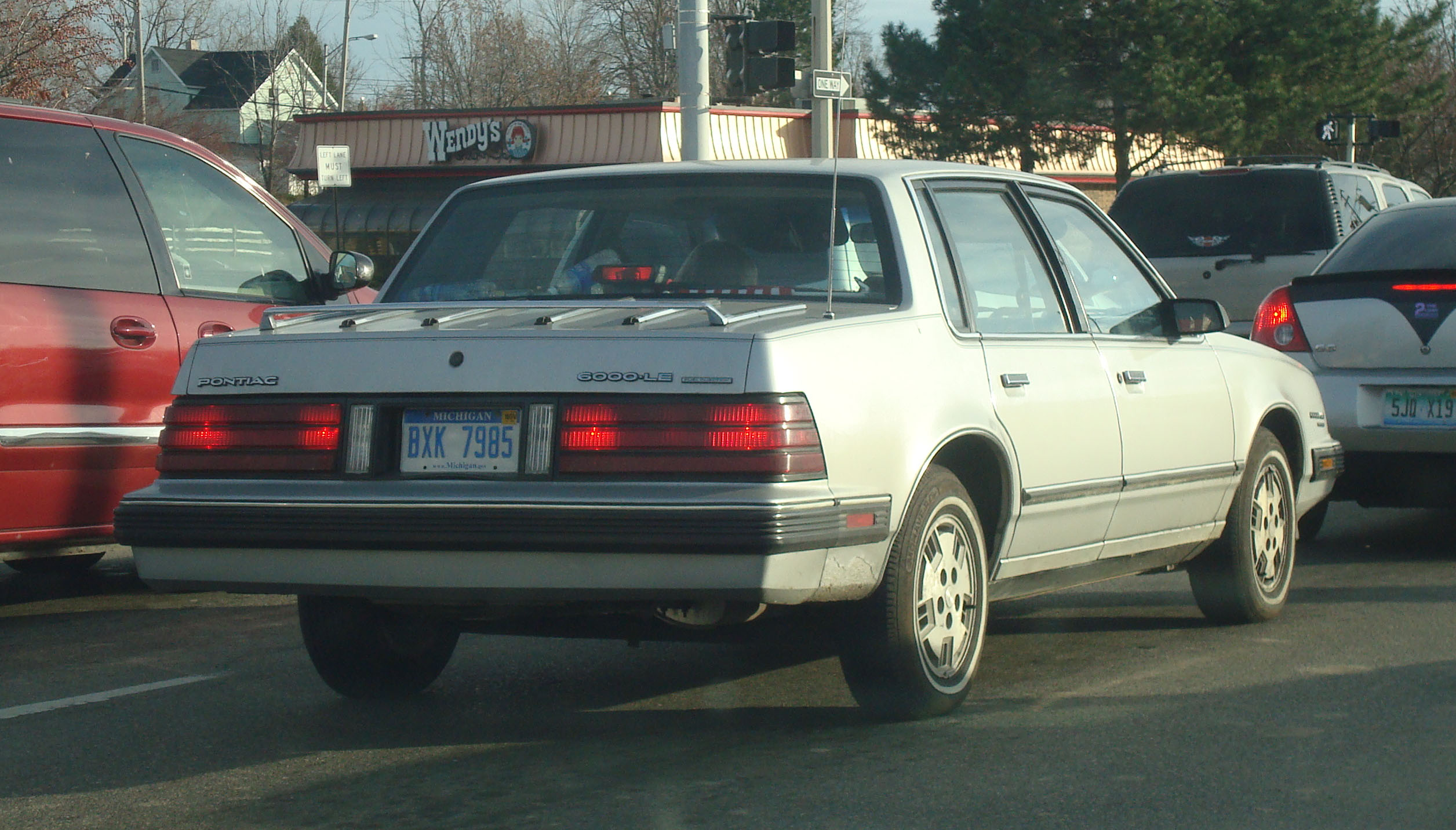
Pontiac 6000 Sedan (1986)
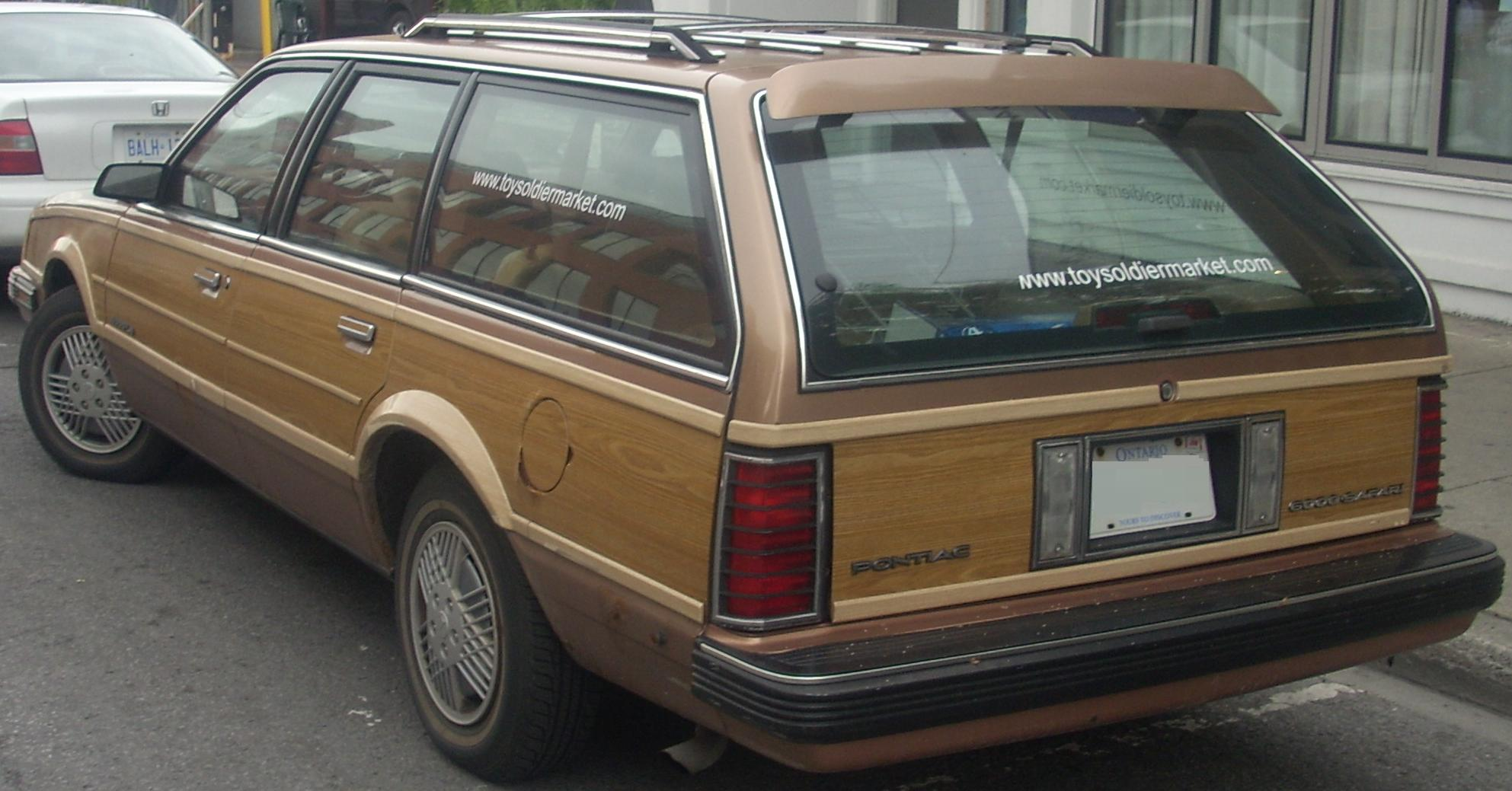
Pontiac 6000 Safari (1989)

## Quelle
- James M. Flammang/Ron Kowalke: Standard Catalog of American Cars 1976–1999, Krause Publications, Iola 1999, ISBN 0-87341-755-0.